# 김광한
김광한(金光漢, 1946년 11월 9일 ~ 2015년 7월 9일)은 대한민국의 방송 MC, DJ, 팝 칼럼니스트이다.

## 생애
서울에서 5남 2녀 중 4남으로 태어났다. 서라벌예술대학 학사.
1965년 서울FM(FBS, TBC FM 및 KBS 2FM의 전신)의 "FM 히트퍼레이드"에서 DJ로 데뷔하여 1년 2개월 간 진행했으며, 종영 후 베트남 전쟁에 참전했다.
제대한 후 음악다방 DJ를 하다가 1978년 MBC FM 〈박원웅과 함께〉에 출연하며 라디오에 복귀했고, 1980년 TBC FM "탑튠쇼"를 통해 DJ로 복귀했다.
1979년에 방송작가 최경순과 결혼했다. 다만 두 사람 사이에 자녀는 없다.
1982년 2월부터 1994년 3월까지 KBS 2FM "김광한의 팝스 투나잇", "김광한의 팝스 다이얼" 진행.
동시기 Casey Kasem's American Top 40(1980년대 빌보드차트 핫차트 톱 40소개프로그램)을 번역, 매주 토요일 밤 12시부터 새벽 2시까지 방송.
1987년부터 1991년까지 KBS 2TV "쇼 비디오자키" 진행.
1991년 10월부터 1992년 9월까지 KBS 2TV "가요톱10" 진행.
1996년부터 1998년까지 TBS 교통방송 "김광한의 밤과 음악사이" 진행.
1999년 KBS 2FM "추억의 골든팝스" 진행.
2002년 10월 21일부터 2003년 5월 11일까지 KBS 2FM "김광한의 골든팝스" 진행.
2004년 7월 5일부터 2006년 3월 26일까지 iTV iFM "김광한의 팝스 다이얼" 진행.
2005년부터 2011년까지 TBN 인천교통방송 "낭만이 있는 곳에" 진행.
2013년 4월 29일부터 2014년 5월 17일까지 CBS 표준FM "김광한의 라디오스타" 진행.
2015년 7월 6일 급성 심근 경색으로 쓰러져 입원했고, 3일 후인 7월 9일 밤 9시 37분에 향년 70세를 일기로 숨졌다. 2015년 5월 9일에 방송된 KBS 2TV 《불후의 명곡 - 전설을 노래하다》 '한국인이 사랑하는 팝송 특집' 녹화에 모습을 보인 게 대중에게 보인 생전 마지막 모습이 됐다.
슬하에 자녀가 없는 관계로, 생전 그가 직접 키워낸 방송인이자 현재 경인방송에서 박현준의 라디오가가를 제작/진행하는 PDJ 박현준씨가 영결식 때 상주를 맡았다. 베트남 전쟁 참전 이력으로, 국립이천호국원에 안장됐다.

## 기타
- 1980년대에는 故 이종환, 김기덕과 "3대 DJ"로 불렸다.[5]
- 그의 맏형은 6.25 전쟁에 참전해서, 국립서울현충원에 안장되어 있다고 한다.[6]